# Pere de Siena
Pere de Siena o Pier o Pietro Pettinaio, o Pectinarius o Pere el Pentiner o el Pinter (Campi, província de Siena, ca. 1190 - Siena, 4 de desembre de 1289) fou un laic, terciari franciscà. És venerat com a beat per l'Església catòlica.

## Biografia
Sembla que era d'origen florentí, potser de Campi, on va néixer el 1189. La família es traslladà a Siena, on aprèn l'ofici de pintaire i fa pintes d'os o banys per cardar la llana i per als telers de teixit. La tradició diu que el seu taller era al Vicolo della Calcina. avui anomenat en honor del beat. Casat, no té fills; és propietari d'una casa i una vinya. En un moment de la seva vida, canvia els seus objectius vitals, veient que els diners no ho són tot i potser influït per l'espiritualitat franciscana. Molt honrat i de gran generositat, ven menys del que podria per no perjudicar els altres pentinaires de la ciutat. El temps lliure el dedica a la cura de malalts, ocupant-se dels que tenen malalties que ningú no vol atendre a l'hospital de Santa Maria della Scala, i a l'atenció als més necessitats.
L'administració pública li encarrega missions de confiança, i li fa escollir els presoners que anualment rescaten i els pobres als que s'assigna una almoina pública. Alguns evasors d'impostos confien en ell per retornar els seus deutes a la ciutat sense que els descobreixi després. Es va fer famós pels seus silencis, de manera que la iconografia el representa amb un dit als llavis, fent callar. L'orador dominic Ambrogio Sansedoni, futur beat, renuncià a ésser bisbe per consell seu.
En quedar vidu, va anar al convent franciscà de Pisa. S'hi fa terciari franciscà, renunciant als seus béns, i creix la seva fama de santedat; aviat se li atribueixen miracles i profecies. Fa un pelegrinatge als llocs on va viure Francesc d'Assís. Després d'una llarga malaltia, mor centenari el desembre de 1289 a Siena.

## Veneració
En morir, els franciscans de Siena van sebollir-lo a la seva església. Un segle després, Siena el considera protector de la ciutat, amb una festa solemne el 4 de desembre i pelegrinatges a la seva tomab. En 1655, un incendi destrueix la tomba i només en resta un braç, que es conserva a l'església de les clarisses de Siena. El 2 de gener de 1802, Pius VII confirma el seu culte i el fa beat.
Dante Alighieri l'esmenta a la Divina Commedia (Purgatori, cant XIII), on fa dir a la noble Sapìa Tolomei: "Io non mi sarei convertita se lui non si fosse ricordato di me" ("Jo no m'hagués convertit si ell no s'hagués recordat de mi"), atribuint la seva salvació a la mediació de Piero.
Per la seva professió, era venerat pels pinters o pintaires, tant a Itàlia com al gremi barcelonès, on era conegut com a sant Pere de Sena.